# Ponticola rhodioni
Ponticola rhodioni és una espècie de peix de la família dels gòbids i de l'ordre dels perciformes.

## Morfologia
Els mascles poden assolir els 14 cm de longitud total.

## Distribució geogràfica
Es troba als rius que desguassen a la mar Negra.